# Stictoleptura heydeni
Stictoleptura heydeni là một loài bọ cánh cứng trong họ Cerambycidae.